# Lukiw
Lukiw (ukrainisch Луків; russisch Луков/Lukow, polnisch Maciejów) ist eine Siedlung städtischen Typs in der Ukraine mit etwa 3000 Einwohnern. Sie liegt in der Oblast Wolyn im Rajon Kowel, die Oblasthauptstadt Luzk ist etwa 88 Kilometer südöstlich gelegen.

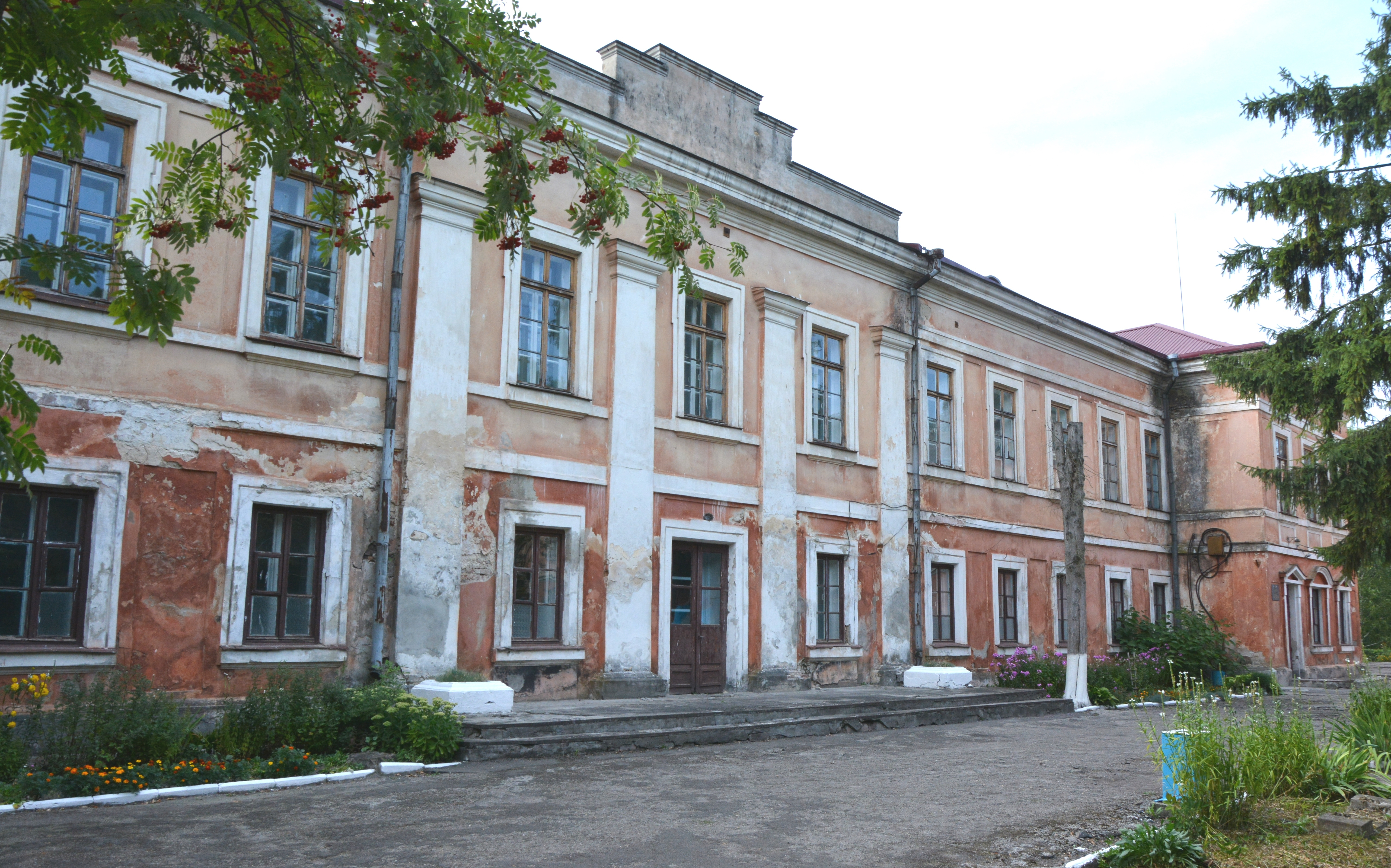
Gutsitz im Ort

## Geschichte
Der Ort wurde im 1537 zum ersten Mal schriftlich als Lukowo erwähnt, bekam 1557 das Magdeburger Stadtrecht zugesprochen und wurde nach dem Landbesitzern Maciejów genannt. Er lag dann bis 1795 als Teil der Adelsrepublik Polen-Litauen in der Woiwodschaft Ruthenien/Chełmer Land. Danach kam es zum neugegründeten Gouvernement Wolhynien als Teil des Russischen Reiches.
Nach dem Ende des Ersten Weltkriegs wurde der Ort ein Teil der Zweiten Polnischen Republik (Woiwodschaft Wolhynien, Powiat Kowel, Gmina Maciejów). Infolge des Hitler-Stalin-Pakts besetzte die Sowjetunion das Gebiet. Nach dem deutschen Überfall auf die Sowjetunion im Juni 1941 war der Ort bis 1944 unter deutscher Herrschaft. In dieser Zeit wurde die jüdische Bevölkerung ermordet und die aus dem Jahr 1781 stammende Synagoge zerstört. Nach dem Zweiten Weltkrieg kam Lukiw (Mazejiw/Mazejew) wieder zur Sowjetunion und wurde in die Ukrainische SSR eingegliedert. Seit 1940 hat der Ort den Status einer Siedlung städtischen Typs, 1991 kam die Siedlung zur neu entstandenen Ukraine.
Bis 1946 trug der Ort den russischen Namen Mazejew (Мацеев) bzw. ukrainisch Mazejiw (Мацеїв), wurde dann in Anlehnung an den ursprünglichen Namen in Lukow/Lukiw umbenannt.

## Verwaltungsgliederung
Am 23. Dezember 2016 wurde die Siedlung zum Zentrum der neugegründeten Siedlungsgemeinde Lukiw (Луківська селищна громада Lukiwska selyschtschna hromada). Zu dieser zählten auch noch die 10 in der untenstehenden Tabelle aufgelistetenen Dörfer, bis dahin bildete die Siedlung die gleichnamige Siedlungsratsgemeinde Lukiw (Луківська селищна громада/Lukiwska selyschtschna hromada) im Südosten des Rajons Turijsk.
Am 19. Dezember 2019 kamen noch die Dörfer Komariw, Nowosilky und Okunyn zum Gemeindegebiet hinzu.
Am 17. Juli 2020 wurde der Ort Teil des Rajons Kowel.
Folgende Orte sind neben dem Hauptort Lukiw Teil der Gemeinde:
| Name                     | Name       | Name                          | Name               | Name |
| ukrainisch transkribiert | ukrainisch | russisch                      | polnisch           |      |
| ------------------------ | ---------- | ----------------------------- | ------------------ | ---- |
| Hodowytschi              | Годовичі   | Годовичи (Godowitschi)        | Hodowicze          |      |
| Klytschkowytschi         | Кличковичі | Кличковичи (Klitschkowitschi) | Kliczkowicze       |      |
| Komariw                  | Комарів    | Комаров (Komarow)             | Komarów            |      |
| Myljanowytschi           | Миляновичі | Миляновичи (Miljanowitschi)   | Milanowicze        |      |
| Nowosilky                | Новосілки  | Новосёлки (Nowosjolki)        | Nowosiółki         |      |
| Okunyn                   | Окунин     | Окунин (Okunin)               | Okunin             |      |
| Perewissja               | Перевісся  | Перевесье (Perewessje)        | Perewisy, Porewisy |      |
| Saliszi                  | Залісці    | Залесцы (Saleszy)             | Zaliśce            |      |
| Silowe                   | Зілове     | Зилово (Silowo)               | Ziłów              |      |
| Somyn                    | Сомин      | Сомин (Somin)                 | Somin              |      |
| Tupaly                   | Тупали     | Тупалы                        | Tupały             |      |
| Turowytschi              | Туровичі   | Туровичи (Turowitschi)        | Turowicze          |      |
| Widuty                   | Відути     | Видуты                        | Widuty             |      |